# Eike Erzmoneit
Eike Erzmoneit (* 4. März 1948 in Berlin; † 10. Juni 2021 in London) war ein deutscher Maler und Grafiker.

## Leben
Eike Erzmoneit, aufgewachsen in Berlin-Tegel, absolvierte nach der Schulzeit eine Lehre als Zahntechniker. Im Alter von siebzehn Jahren wurde er Schlagzeuger in der Berliner Band The Mavericks, einige Jahre später ging er nach London, um dort professionell als Schlagzeuger zu arbeiten. In London begann er zu malen und seinen Stil zu entwickeln. Der Surrealismus hatte es ihm besonders angetan, Dali, Magritte, Bosch und Escher waren Vorbilder. Bereits 1976 hatte er seine erste Ausstellung im Berliner Europa Center.
Seine Bilder enthalten detailgetreu gemalte Motive, die phantastisch in neue Zusammenhänge eingebunden werden. Wiederkehrende 'Markenzeichen' auf seinen Bildern sind Steinmauern, ein Weltall, eine 'Knickwurst', Wasserhähne und Augen. Auch in seinen Skulpturen tauchen diese Markenzeichen immer wieder auf.
Oft verwendete er selbstgefertigte Bilderrahmen, die der Form der dargestellten Motive folgen.
Eike Erzmoneit war Mitglied in der Society For Art Of Imagination.

## Ausstellungen (Auswahl)
- 1976 Galerie Europa, Europa Center, Berlin
- 1977 Town Hall Hampstead, London
- 1982 Institut national de l’audiovisuel, Paris
- 1989 Airport Galerie, Tegel
- 1995 Will Stone Gallery, San Francisco
- 1996 Minds Eye Art Gallery, London
- 2000 Aagaard-Galerie, Berlin
- 2006 HR Giger Museum, Greyerz FR, Schweiz
- 2008 Gallery Fantasmus, Saeby, Dänemark
- 2011 La Galleria Pall Mall, London
- 2012 Phantastenmuseum, Wien
- 2023 Galerie Auenhof, Berlin[2]

## Schriften
- Ilse-Lore Konopatzki und Eike Erzmoneit: Alle Tassen im Schrank?, Verlag freier Autoren, Fulda, 2000, ISBN 978-3-88611-136-7
- Claus Brusen, Claude Verlinde: Imaginaire I: Magic Realism, Fantasmus Art, Dänemark, 2008, ISBN 978-87-992147-1-6
- Claus Brusen: Imaginaire II: Magic Realism, Fantasmus Art, 2009, ISBN 978-87-992147-4-7
- Gerhard Habarta: Lexikon phantastischer Künstler[3], ISBN 978-3-8482-6307-3